# Iwata Masahiro
Masahiro Iwata (sinh ngày  tháng  năm 19) là một cầu thủ bóng đá người Nhật Bản.

## Sự nghiệp câu lạc bộ
Masahiro Iwata đã từng chơi cho Nagoya Grampus Eight, Clementi Khalsa, SC Tottori và FC Gifu.